# Centella glabrata
Centella glabrata är en flockblommig växtart som beskrevs av Carl von Linné. Centella glabrata ingår i släktet centellor, och familjen flockblommiga växter. Inga underarter finns listade i Catalogue of Life.